# دعالي آدم محمد
دعالي آدم محمد (بالصومالية: Ducaale Aadan Maxamed)‏ سياسي صومالي شغل منصب وزير الثقافة والتعليم العالي في الصومال في عهد رئيس الوزراء عبد الولي شيخ أحمد  شغل المنصب خلفا لوزيرة التنمية البشرية والخدمات العامة مريم قاسم بعد تقسيم الحقيبة الوزارية إلى 6 حقائب في 17 يناير 2014، أحدها وزارة الثقافة والتعليم العالي (دُمجت لاحقا في وزارة التربية والتعليم) ثم وزارة التربية والتعليم ووزارة الصحة ووزارة الشباب والرياضة، ووزارة العمل والشؤون الاجتماعية، ووزارة المرأة وحقوق الإنسان.
في 12 يناير 2015 أعلن رئيس الوزراء عمر عبد الرشيد علي شرماركي حكومته الجديدة التي دمجت وزارة الثقافة والتعليم العالي مع وزارة التربية والتعليم، التي تسلمها عبد الله أحمد جامع، في حين عُين دعالي وزيرا للشباب والرياضة، إلا أن التشكيلة الوزارية حُلت في 17 يناير 2015 بعد رفض أعضاء مجلس النواب المصادقة عليها اعتراضا على إعادة تعيين بعض الوزراء السابقين. وخلف دعالي في منصب وزير الشباب والرياضة محمد عمر عرتي. 

## وزير الثقافة والتعليم العالي

### التعيين
في 17 يناير 2014 عُين دعالي آدم محمد وزيرا بوزارة الثقافة والتعليم العالي في حكومة رئيس الوزراء عبد الولي شيخ أحمد. 

### ورشة عمل إدارة الكوارث
في أغسطس 2014 افتتح الوزير دعالي ورشة عمل حول إدارة الكوارث عُقدت في العاصمة الصومالية مقديشو، وحضر المناسبة أعضاء في مجلسي الوزراء والنواب بجانب سياسيين وممثلين من المنظمات المدنية ومسؤولي المحلية، وبحسب رئيس لجنة الخدمات الاجتماعية في مجلس النواب الفيدرالي عثمان محمد محمود دوفلي فإن الورشة التي نظمتها جامعة بنادر شهدت حضور خبراء محليين وأجانب بهدف تعزيز التعليم العالي في البلاد. 

### إعادة تأهيل مبنىوزارة التربية والتعليم
في سبتمبر 2014 أعادت الحكومة الفيدرالية الصومالية فتح مبنى وزارة التربية والتعليم في مناسبة رسمية في العاصمة الصومالية مقديشو، ترأسها نائب رئيس الوزراء ووزير الشؤون الدينية رضوان حرسي محمد بحضور ممثلين من الجامعات المحلية وأعضاء مجلسي النواب والوزراء وأكاديميين، وأكد وزير الثقافة والتعليم العالي دعالي أن وزارته بذلت جهودا جبارة لإعادة تأهيل المجمع الوزاري الذي لم يستخدم لمدة عشرين عاما بسبب الحرب الأهلية الصومالية، كما وصف إعادة افتتاح المبنى بأنه إنجاز كبير للحكومة والمجتمع الصوماليين. 

### الجامعة الوطنية الصومالية
في أكتوبر 2014 افتتح دعالي بجانب رئيس البرلمان الاتحادي محمد عثمان جواري رسميًا السنة الأكاديمية الأولى للجامعة الوطنية الصومالية (تأسست عام 1974) في العاصمة الصومالية مقديشو، بعد انقطاع دام ثلاثة وعشرين عاما بسبب انهيار الحكومة الصومالية عام 1991 والحرب الأهلية، وافتتحت الجامعة عام 2014 بعد موافقة مجلس الوزراء على خطة الحكومة الفيدرالية، وفي حديثه في مناسبة الافتتاح وصف جواري المؤسسة بأنها ركيزة من ركائز نظام التعليم الوطني، مشيرا إلى أنها أنتجت وتنتج خريجين يتولون مناصب قيادية مهمة في الدولة، كما حث الطلاب الجدد على الاستفادة من الفرصة المتاحة، مشجعا إياهم على المشاركة بنشاط في مبادرات إعادة الإعمار بعد الحرب، بدوره أكد دعالي التزام الحكومة الفيدرالية بتعزيز التعليم العالي. 

### اتفاقية جاوي بين الحكومة الفيدرالية وولاية بونتلاند
في أكتوبر 2014 ترأس رئيس الوزراء عبد الولي شيخ أحمد وفدا من الحكومة الفيدرالية متجها إلى منطقة بونتلاند المتمتعة بالحكم الذاتي في شمال شرق الصومال، وضم الوفد وزير الثقافة والتعليم العالي دعالي آدم محمد ووزير التربية والتعليم أحمد محمد جراسي وأعضاء في مجلسي الوزارء والنواب الاتحاديين، واستقبل الوفد في مطار الجنرال محمد أبشر الدولي في جروي كبار مسؤولي حكومة بونتلاند في مقدمتهم الرئيس عبد الولي محمد علي ونائبه عبد الحكيم عبد الله حاج عمر، وشارك المسؤولون في مؤتمر للمصالحة بين الحكومة الفيدرالية وولاية بونتلاند.  
واختتم المؤتمر الذي استمر ثلاثة أيام باتفاقية شملت 12 بندا، بحضور مبعوث الأمم المتحدة إلى الصومال السفير نيكولاس كاي، وسفير الاتحاد الأوروبي ميشيل سيرفوني دورسو، وممثل إيقاد محمد عبدي أفي، والقنصل الإثيوبي العام أسمالاش ولداميرات، وفقًا لوزير الثقافة والتعليم العالي الفيدرالي دعالي فإن الاتفاقية نصت على أن الاتفاقية الثلاثية الأخيرة بين ولايتي غلمدغ وحمان وحيب لإنشاء ولاية إقليمية مركزية جديدة داخل الصومال تنطبق فقط على مقاطعتي جلجدود وجنوب مدج، تماشياً مع اتفاقية عام 2013 التي وقعها رئيس وزراء الصومال السابق عبدي فارح شردون ورئيس ولاية بونتلاند السابق عبد الرحمن محمد فرولي، كما تنص الاتفاقيةأن السلطات الفيدرالية وسلطات بونتلاند ستعمل معًا لتشكيل جيش وطني موحد وشامل، بالإضافة إلى ذلك، فإن اللجان البرلمانية المكونة من ممثلين عن البرلمان الفيدرالي وبرلمان بونتلاند مكلفة بضمان التوزيع العادل للمساعدات الخارجية والإشراف على المحادثات النهائية المتعلقة بالدستور المؤقت، ورحب السفير كاي بالاتفاق وحث الطرفين على العمل من أجل المصلحة العامة، كما أشاد ممثل الهيئة الحكومية الدولية المعنية بالتنمية آفي بجهود المصالحة. 